# Delbert McClinton
Delbert McClinton (4 de noviembre de 1940) es un cantautor, guitarrista, armonicista y pianista estadounidense de blues rock y blues eléctrico .
Desde el inicio de su carrera profesional en 1957, ha grabado álbumes para varios sellos discográficos importantes y sencillos que han alcanzado las listas Billboard Hot 100, Mainstream Rock Tracks y Hot Country Songs de Estados Unidos. Su sencillo de mayor éxito en las listas fue "Tell Me About It", un dueto de 1992 con Tanya Tucker, que alcanzó el número 4 en la lista Country. Cuatro de sus discos han sido número 1 en la lista de Blues, y otro alcanzó el número 2. Su mayor éxito pop  fue "Giving It Up for Your Love" de 1980, que alcanzó el puesto número 8 en el Hot 100.
McClinton ha conseguido cuatro premios Grammy, en 1992 a la Mejor actuación de rock de un dúo con Bonnie Raitt para "Good Man, Good Woman", en 2002 al Mejor álbum de blues contemporáneo para Nothing Personal, en 2006 al Mejor Álbum de Blues Contemporáneo por Cost of Living y en 2020 al Mejor Álbum de Blues Tradicional por Tall, Dark, & Handsome. 
Fue incluido en el Salón de la Fama de los Compositores de la Herencia de Texas en marzo de 2011, junto con Lee Roy Parnell, Bruce Channel, Gary Nicholson y Cindy Walker. En 2019, Delbert McClinton fue honrado por el histórico Teatro Paramount en Austin (Texas), con la quinta estrella en su Paseo de la Fama. (Otros son los actores Jaston Williams y Joe Sears, y los artistas musicales Jerry Jeff Walker y Lyle Lovett ).

## Biografía
McClinton nació en Lubbock (Texas). Comenzó su carrera profesional trabajando en una banda de bar, los Straitjackets, que tocaba como respaldo de artistas como Sonny Boy Williamson II, Howlin' Wolf, Lightnin' Hopkins y Jimmy Reed. McClinton colaboró en la grabación de varios sencillos lanzados a nivel regional antes de llegar a las listas nacionales en 1962, tocando la armónica en "Hey! Baby" de Bruce Channel. En una gira con Channel en el Reino Unido, McClinton instruyó a John Lennon en tocar la armónica de blues.
McClinton formó los Ron-Dels, a veces llamados Rondells, con Ronnie Kelly y Billy Wade Sanders. La banda tuvo un sencillo en las listas de éxitos en 1965 con "If You Really Want Me To I'll Go".
Al mudarse a Los Ángeles en 1972, McClinton se asoció con su compatriota tejano Glen Clark para realizar una combinación de música country y soul. Lograron cierto grado de éxito artístico, lanzaron dos álbumes antes de separarse, momento en que McClinton se embarcó en una carrera en solitario.
Emmylou Harris alcanzó el número 1 en 1978 con su grabación de la composición de McClinton "Two More Bottles of Wine", y una versión de su "B Movie Boxcar Blues" fue incluida en el primer álbum de los Blues Brothers, Briefcase Full of Blues.
En 1980 publicó el álbum The Jealous Kind, que contenía su único sencillo Top 40, "Giving It Up for Your Love", que alcanzó el puesto número 8 en el Billboard Hot 100 y el número 35 Adult Contemporary. Estuvo inactivo en el estudio durante gran parte de la década de 1980, aunque realizó numerosas giras. McClinton cerró la década con el álbum de 1989 nominado al Grammy Live from Austin, grabado durante una aparición en el programa de televisión Austin City Limits y coproducido por el saxofonista Don Wise, quien se convirtió en un elemento permanente de la banda.
En 1991, McClinton ganó un premio Grammy por un dueto con Bonnie Raitt, "Good Man, Good Woman", y alcanzó el Top 5 de la lista Country con "Tell Me About It", un dueto con Tanya Tucker. Volvió a entrar en las listas de Billboard en 1992 con el álbum Never Been Rocked Enough, que incluía el sencillo "Every Time I Roll the Dice" y una versión de "Have a Little Faith in Me" de John Hiatt.
McClinton grabó la canción "Weatherman", que se interpretó con los títulos de apertura de la película de 1993 Groundhog Day, protagonizada por Bill Murray . El sello discográfico Rising Tide Records lanzó One of the Fortunate Few en 1997.
McClinton lanzó dos álbumes de estudio a principios de la década de 2000 para New West Records, que también publicó Delbert McClinton Live en 2003, un álbum recopilatorio de los mayores éxitos de su carrera. En 2006, ganó un premio Grammy por su álbum The Cost of Living en la categoría Mejor Álbum de Blues Contemporáneo. Etta James incluyó dos composiciones suyas en su álbum de 2003, Let's Roll .
McClinton fue juez de la cuarta edición de los Independent Music Awards.
Su grabación de 2019, Tall, Dark & Handsome, fue elegida como 'Álbum de blues favorito' por AllMusic. Fue galardonado con el Premio Grammy 2020 al Mejor Álbum de Blues Tradicional .

## Discografía

### Álbumes de estudio
- 1972 - Delbert & Glen
- 1973 - Subject to Change
- 1975 - Victim of Life's Circumstances
- 1976 - Genuine Cowhide
- 1977 - Love Rustler
- 1978 - Second Wind
- 1979 - Keeper of the Flame
- 1980 - The Jealous Kind
- 1981 - Plain from the Heart
- 1987 - Honky Tonkin'
- 1989 - Honky Tonkin'
- 1989 - Live from Austin
- 1990 - I'm with You
- 1992 - Never Been Rocked Enough
- 1993 - Feelin' Alright
- 1993 - Delbert McClinton
- 1994 - Shot from the Saddle
- 1994 - Honky Tonk 'n Blues
- 1995 - Let the Good Times Roll
- 1997 - One of the Fortunate Few
- 2001 - Nothing Personal
- 2002 - Room to Breathe
- 2003 - Live
- 2005 - Cost of Living
- 2006 - Live from Austin, TX
- 2007 - Rockin' Blues
- 2009 - Acquired Taste
- 2013 - Blind, Crippled and Crazy
- 2017 - Prick of the Litter
- 2019 - Tall, Dark & Handsome

### Álbumes recopilatorios
- 1978 - Very Early Delbert McClinton Volume 1
- 1978 - Very Early Delbert McClinton Volume 2
- 1989 - The Best of Delbert McClinton
- 1994 - Classics, Vol. 1: The Jealous Kind
- 1994 - Classics, Vol. 2: Plain from the Heart
- 1995 - Great Songs: Come Together
- 1999 - Crazy Cajun Recordings
- 1999 - The Ultimate Collection
- 2000 - Don't Let Go: The Collection
- 2000 - Genuine Rhythm & the Blues
- 2003 - The Best of Delbert McClinton
- 2006 - The Definitive Collection